# Ecaterina Teodoroiu
Ecaterina Teodoroiu, nata Cătălina Vasile Toderoiu (Vădeni, 14 gennaio 1894 – Panciu, 22 agosto 1917) è stata una militare rumena della Prima guerra mondiale e una delle prime esploratrici del movimento «Cercetașii României» (Scautisti della Romania), insignita della medaglia al valore militare di seconda classe e diventata la prima soldatessa eroina della Romania.

## Biografia
Nasce a Vădeni (oggi parte della città di Târgu Jiu) nella regione storica dell'Oltenia del vecchio regno di Romania, in una famiglia di contadini: Elena e Vasile Toderoiu. Terza di otto figli, ha avuto cinque fratelli (Nicolae, Eftimie, Andrei, Ion e Vasile) e due sorelle (Elisabeta e Sabina). Inizia gli studi nella scuola elementare del paese e prosegue in una scuola di Târgu Jiu, periodo nel quale cambia il nome in Ecaterina Teodoroiu (così come viene riportato erroneamente nel registro di classe). Fino al 1909 continua a studiare in una scuola rumeno-tedesca di Târgu Jiu; poi frequenta per sette anni un liceo ginnasio a Bucarest fino all'estate del 1916, con l'intento di diventare maestra. Qui, nel 1913, viene per la prima volta in contatto con gli esploratori del movimento Cercetașii României entrando a fare parte della cohorta (unità di fanteria) „Păstorul Bucur”, una delle prime unità si scautismo di Bucarest, guidata da Arethia Piteșteanu.
Nel 1916, dopo l'entrata della Romania nella prima guerra mondiale, diventa attiva come infermiera sul fronte di guerra della sua regione natale. Con il desiderio di vendicare la morte nei combattimenti di tutti i suoi quattro fratelli, Ecaterina chiede di essere spostata a un'unità combattente.
Alcune fonti sostengono che la morte dei fratelli sia stata una mistificazione e che solo il fratello Nicola sia stato davvero ucciso in guerra. In una lettera non data indirizzata al comandante della 2ª divisione di fanteria, (conservata nella sezione Manoscritti del Museo Militare Nazionale «Re Ferdinand I» di Bucarest), Ecaterina scrive che alla seconda invasione tedesca a Târgu Jiu il padre (sottotenente in riserva nel 18º reggimento «Gorj») viene fatto prigioniero, e due dei fratelli (uno sottotenente in riserva nel 7º reggimento «Călărași» e l'altro luogotenente nel 5º reggimento «Vânători») sono morti in azione. Il terzo fratello (caporale nel 18º reggimento «Gorj»), muore il 6 ottobre 1916 nella battaglia di «Porcenii de Gorj».
Ferita per due volte viene fatta prigioniera e in seguito evade. Mentre è in ospedale le viene conferita la medaglia al valore militare da parte della casa reale di Romania e viene promossa sottotenente. Muore in combattimento nella battaglia di Mărășești al comando di un plotone di fanteria.
Celebrata come eroina nazionale alla fine della guerra, la sua immagine viene dapprima marginalizzata e poi distorta dal regime comunista con la conseguenza, alla caduta del regime, di un ritardo nel ritorno a una sua dimensione reale nella coscienza popolare.

## La guerra
Dopo l'inizio della prima guerra mondiale, Ecaterina Teodoroiu si sposta a Târgu Jiu, nell'unità di scautismo «Domnul Tudor», sotto la guida di Liviu Teiușanu. Qui diventa attiva come infermiera militare che accompagna il 18º reggimento, dove combatte suo fratello Nicolae, proprio sul territorio natìo nel distretto di Gorj. Dopo la morte del fratello caduto in battaglia, Ecaterina decide di impegnarsi attivamente e chiede al comandante della seconda divisione il permesso di essere trasferita in un'unità combattente

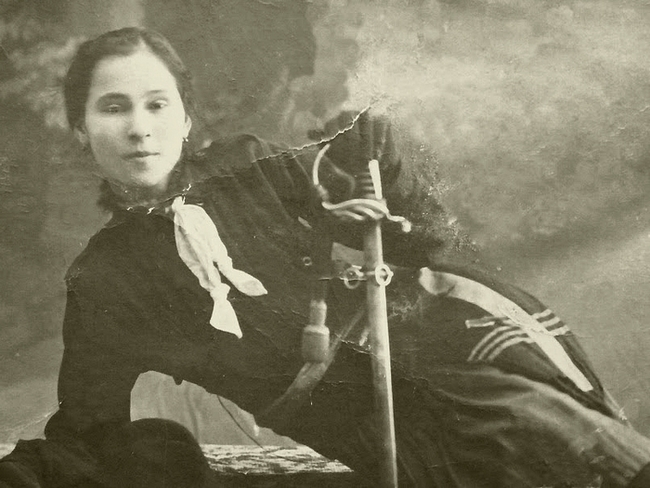
Ritratto di Ecaterina Teodoroiu del 1916.

Il 10 ottobre 1916 inizia la prima battaglia nei pressi del fiume Jiu. I militari dell'Armata I della Romania comandati dal generale Ion Dragalina respingono un assalto nemico e la soldatessa Ecaterina Teodoroiu è in prima linea. Viene fatta prigioniera e portata a Cărbunești. Da qui riesce ad evadere usando una rivoltella che aveva nascosto per liberarsi della guardia e mentre scappa viene ferita ad una gamba. Ritorna alla sua unità, continuando a combattere nelle battaglie vicino alla città di Filiași ed è di nuovo ferita, questa volta una frattura della tibia e del femore sinistro. Mentre è ricoverata in ospedale, l'esercito rumeno si era ritirato in Moldova, e lei viene trasferita negli ospedali di Craiova, Bucarest ed infine Iași.

Per il suo coraggio, a marzo 1917 viene insignita della medaglia d'oro «Virtutea cercetășească» da parte degli esploratori, e in seguito, con decreto reale (Decreto n. 191 del 10 marzo 1917, pubblicato nel Monitorul Oficial n. 292 del 16 marzo 1917), viene insignita della medaglia al valore militare di seconda classe. Il decreto viene emesso alla proposta del ministro Segretario di stato verso il Dipartimento di Guerra n. 12678 del 10 novembre 1916, con la seguente motivazione: 
(Decreto n. 191 del 10 marzo 1917, «Monitorul Oficial» n. 292 del 16 marzo 1917)
L'ultima —e la più famosa— onorificenza le viene conferita personalmente dalla regina Maria che le fa visita in ospedale: oltre a un salario mensile di 400 lei, il 23 gennaio 1917 la regina le affida il comando di un plotone di 25 uomini della 7ª compagnia (43º/59º reggimento di fanteria, 11ª divisione), nominandola sottotenente onoraria. Diventa così la prima ufficiale donna dell'esercito rumeno. I suoi incontri con la famiglia reale vengono messi in risalto dai media del tempo.
Ritorna al fronte nell'estate del 1917. Il 20 agosto, il 43º/59º reggimento di fanteria prende posizione nelle trincee Dealul Secului nella zona di Muncelu. Nella sera del 22 agosto, nel corso di un'offensiva del reggimento 40 di riserva tedesco respinto dall'esercito rumeno, Ecaterina Teodoroiu viene uccisa in battaglia, colpita alla testa da un proiettile (secondo una delle versioni) o al petto (secondo un'altra), in testa al plotone che comandava come sottotenente.

## Memoria
Alla fine della guerra, Ecaterina Teodoroiu diventa un'eroina della Grande Romania. Sepolta inizialmente nel paese di Fitionești nel distretto di Putna, la sua salma viene trasferita nel giugno 1921 a Târgu Jiu, in un mausoleo nel centro della città.
Dopo l'insediamento del regime comunista, nonostante esso promuovesse i personaggi storici di umili origini per dimostrare il contributo dei contadini e degli operai alla cultura del paese, a Ecaterina Teodoroiu è stata attribuita un'importanza ridotta: secondo il regime, con i suoi studi sarebbe entrata a far parte della borghesia, e anche il movimento degli esploratori di cui faceva parte era considerato un'organizzazione borghese, «reazionaria». E anche  la sua immagine è stata molto spesso associata alla famiglia reale. Il Dizionario della lingua rumena letteraria contemporanea di allora definisce gli esploratori come: 
(Dicționarul limbii române literare contemporane (Dizionario di letteratura romena contemporanea), 1955-2013)
Dopo il 1960 il regime comunista fa rotta verso il nazionalismo, e nel periodo di Nicolae Ceaușescu l'immagine di Ecaterina Teodoroiu viene presentata sempre più spesso come quella di un'eroina nazionale, portando nel 1978 alla realizzazione di un film sulla sua vita (Ecaterina Teodoroiu, 1978, regia Dinu Cocea). I suoi legami con la casa reale e il ruolo nella fondazione del movimento degli esploratori vengono taciuti. Dopo la rivoluzione del 1989, la sua figura, come quella di altri personaggi storici, viene ignorata e taciuta, a causa dell'eccessiva politicizzazione durante in regime comunista.
Dal 1938, la casa della famiglia Teodoroiu, costruita nel 1884, è stata adibita a museo. La sezione locale degli esploratori di Târgu Jiu porta ora il suo nome.

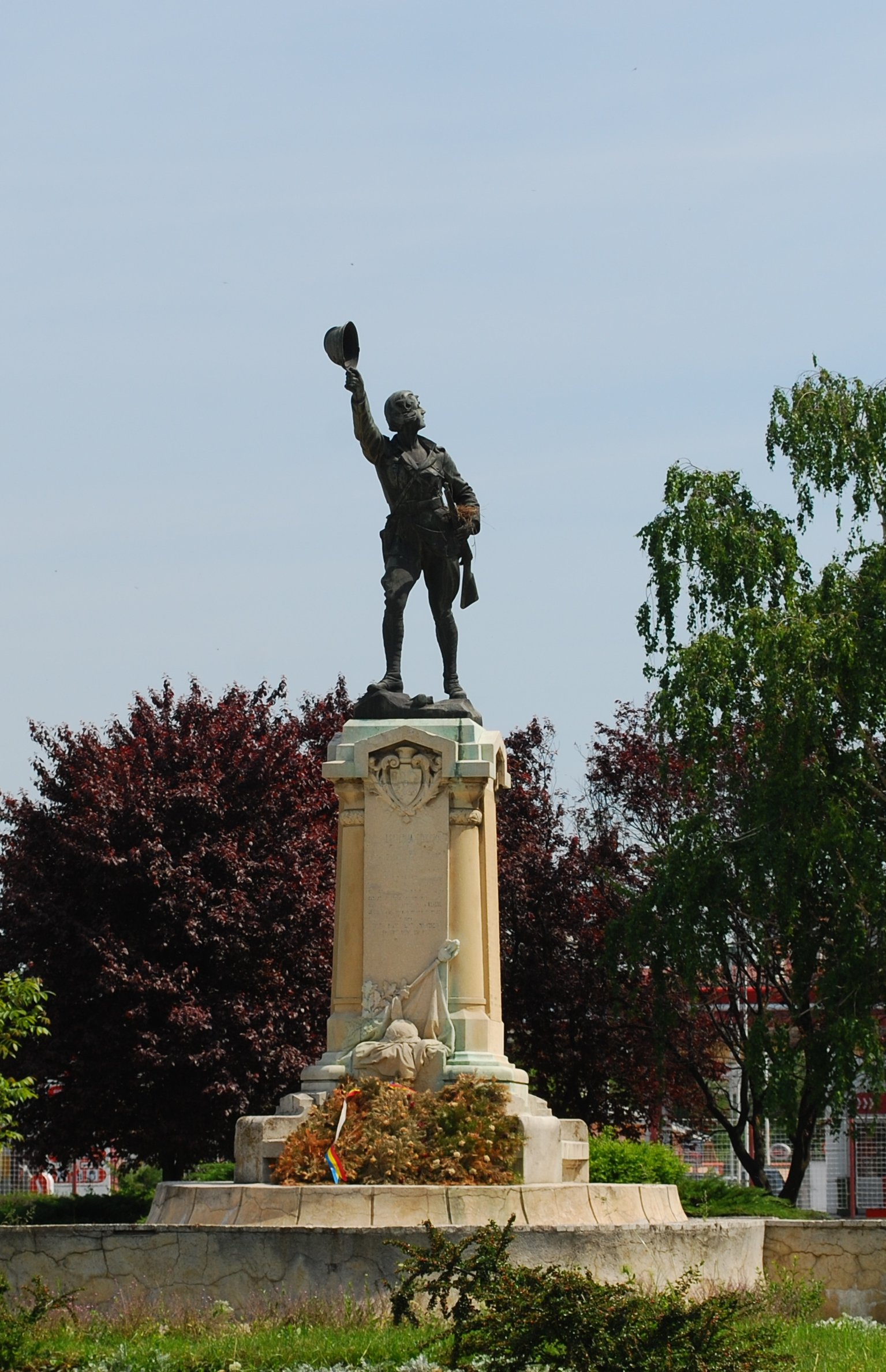
Il monumento di Slatina

Esistono numerosi monumenti in suo onore:
- Il monumento “Ecaterina Teodoroiu” (opera dello scultore Dumitru Mățăoanu (1888-1929)), eretto a Slatina. La sua costruzione, iniziata nel 1921 e conclusa il 31 maggio 1925, rappresenta il primo monumento in sua memoria. Poggiata su una base di calcestruzzo a tre piani, realizzato in stile barocco, con gli angoli a forma di colonne, si trova la statua di bronzo dell'eroina, realizzata a grandezza reale, in una postura dinamica, con la mano sinistra che sorregge il fucile e la mano destra alzata che tiene l'elmetto. È iscritto nella lista dei monumenti storici con il codice LMI: OT-III-m-B-09080.[13]
- Il monumento di Ecaterina Teodoroiu a Brăila (opera dello scultore Vasile Ionescu-Varo, 1928) è composto da una scultura ronde-bosse di bronzo pressofuso e patinato montata su un podio di muratura di cemento. Sul podio, alla base è incastonata una targa commemorativa: «Sublocotenent / erou / ECATERINA / TEODOROIU / căzută în luptele de la / Mărășești august 1917» («Sottotenente / eroina / […] /caduta nella battaglia di / Mărășești [nell']agosto 1917»). Dal 1974, il monumento è posizionato di fronte al liceo «Gh. Munteanu Murgoci». È iscritto nella lista dei monumenti storici con il codice LMI: BR-III-m-B-02143.[14]
- Il monumento della Vittoria (opera dello scultore Oscar Han, 1934), posizionato a Tișița, immortala la vittoria del 1916 – 1918. Il monumento di bronzo, dell'altezza di 2,50 m raffigura Ecaterina Teodoroiu con la spada alzata sopra la testa[15]. L'opera è stata eseguita da Pamfil Șeicaru a proprie spese. All'inaugurazione del 20 settembre 1934 hanno partecipato il re Carlo II di Romania e Michele I di Romania.[16]
- Il mausoleo Ecaterina Teodoroiu (opera dello scultore Milița Petrașcu, 1936), eretto a Târgu Jiu. Il monumento, realizzato in travertino italiano di dimensioni 2,90 x 1,60 m e altezza di 2,10 m, ha la forma di un sarcofago di pietra bianca, su una base a tre piani sulla quale è stato inserito un bassorilievo che presenta scene della vita e dell'attività militare dell'eroina.[17] Il bassorilievo sui lati del sarcofago contiene da una lato un quadro che rappresenta l'infanzia nel paese natale; sul lato opposto un medaglione con l'immagine dell'eroina salutata dagli esploratori di cui ha fatto parte; gli altri due lati la presentano in guerra, in offensiva davanti al plotone e al momento finale quando viene portata sulle braccia dai soldati. Nei quattro angoli sono presenti quattro donne in costume nazionale che tengono ognuna nelle mani una corona di alloro[18]. Il monumento è iscritto alla posizione 474, codice GJ-III-m-B-09469 nella lista dei monumenti storici, attualizzata per ordine del ministro della cultura n. 2314/8 luglio 2004.[19]

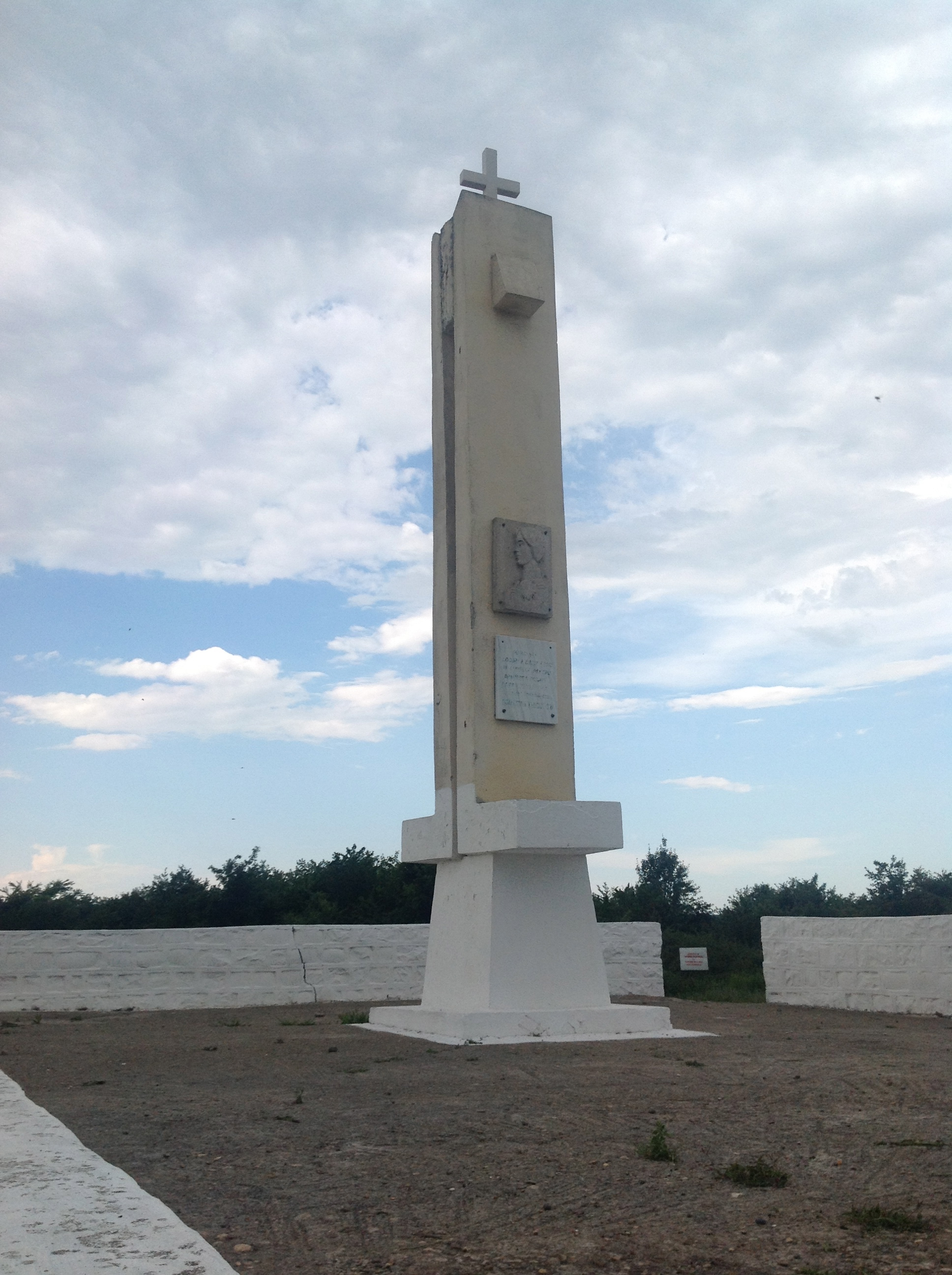
Il monumento di Ecaterina Teodoroiu vicino a Panciu, eretto sul luogo dove è rimasta uccisa in battaglia

- Il monumento degli eroi di Azuga (opera dello scultore Ioan Iordănescu, 1937). Consiste in due gruppi statuari di bronzo a grandezza naturale. Alla destra una donna, simbolo della patria che sorregge un militare ferito; alla sinistra Ecaterina in divisa militare, nel momento in cui viene colpita da un proiettile, vicino ad un militare appoggiato ad un cannone.[20]
- Il monumento del Sottotenente Ecaterina Teodoroiu (opera dello scultore D. Iliescu, 1972), posizionato a 500 m a nord-ovest del paese di Muncelu. Ha un podio su cui è montato un bassorilievo che rappresenta Ecaterina Teodoroiu. Sotto, una targa di marmo commemorativa recita: «In questo luogo e caduta eroicamente nelle battaglie per la difesa della patria, il 22 agosto 1917, la sottotenente Ecaterina Teodoroiu».[21]
- La statua di Ecaterina Teodoroiu (opera dello scultore Iulia Oniță, 1978), situata a Târgu Jiu, sul viale che porta il suo nome, di fronte alla scuola «Ecaterina Teodoroiu».[22]
- Il busto di Ecaterina Teodoroiu, (opera dello scultore Florin Musta, 1994), tornato in bronzo, montato su un podio di marmo, è posizionato sul viale delle personalità storiche di fronte al mausoleo di Mărășești.

Inoltre, sono state girate almeno tre pellicole sulla sua vita: nel 1921, nel 1930 e nel 1978.

## Film su Ecaterina Teodoroiu
- Ecaterina Teodoroiu, regia di Nicolae Barbelian e Ludovic Ressel (1921)
- Ecaterina Teodoroiu, regia di Ion Niculescu-Brună (1930)
- Ecaterina Teodoroiu, regia di Dinu Cocea (1978)

### Libri
- Arina Avram, Femei celebre din România, Editura ALLFA, 2014.
- Kathryn J. Atwood, Women Heroes of World War I: 16 Remarkable Resisters, Soldiers, Spies, and Medics, Chicago Review Press, 2014.
- Ion Mocioi, Ecaterina Teodoroiu: eroina poporului român, Scrisul Românesc, 1981.